# امامزاده یوجان
امامزاده یوجان (خمین)، روستایی از توابع بخش مرکزی شهرستان خمین در استان مرکزی ایران است. 

## جمعیت
این روستا در دهستان صالحان قرار دارد و براساس سرشماری مرکز آمار ایران در سال ۱۳۸۵، جمعیت آن  376  نفر (۹۱خانوار) بوده‌است.